# Roy Franklin Nichols
Roy Franklin Nichols (Newark, 3 marzo 1896 – 12 gennaio 1973) è stato uno storico statunitense.

## Biografia
Nato a Newark, nello Stato statunitense del New Jersey, i suoi genitori furono Franklin Coriell e Annie Cairns Nichols. Studiò alla Rutgers University terminandola nel 1918 e ottenendo un Master of Arts l'anno successivo. Continuò gli studi alla Columbia University dal 1920 al 1921.
Sposò Jeannette Paddoch, nella sua vita fu presidente della Middle States Association of History Teachers (1932–33) e presidente della Pennsylvania Federation of Historical Societies (1940–42). Fu docente di storia all'University of Pennsylvania dal 1930 al 1966. Nel 1949 venne premiato con il premio Pulitzer per la storia per The Disruption of American Democracy.

## Opere
- The Disruption of American Democracy
- The Democratic Machine, 1850-1854 (1923),
- Advance Agents of American Destiny (1956),
- The Invention of American Political Parties (1967)